# Arrowhead Stadium
Das Arrowhead Stadium (durch Sponsorvertrag offiziell GEHA Field at Arrowhead Stadium) ist ein Football-Stadion in der US-amerikanischen Stadt Kansas City im Bundesstaat Missouri. Es dient hauptsächlich als Spielstätte der Kansas City Chiefs aus der National Football League (NFL). Es ist zusammen mit dem benachbarten Kauffman Stadium von 1973, dem Baseballstadion der Kansas City Royals (Major League Baseball), Teil des Truman Sports Complex.

## Geschichte
Der Bau des Arrowhead Stadium begann 1968, nachdem die Kansas City Chiefs in der NFL-Saison 1967 erstmals im Endspiel der National Football League, dem Super Bowl, standen. Die offizielle Eröffnung der 43 Mio. US-Dollar (heute 278,5 Mio. US-Dollar) teuren Arena folgte am 12. August 1972 mit einer Partie der Chiefs gegen die St. Louis Cardinals (24:14), womit die Heimmannschaft das Stadion zur Saison 1972 beziehen konnte. Der bis heute gültige Besucherrekord bei einem Spiel der Chiefs wurde am 5. November 1972 bei der Partie gegen die Oakland Raiders mit 82.094 Zuschauern aufgestellt.
1984 wurden Konzepte für eine Überdachung vorgestellt, die allerdings als zu kostspielig empfunden wurden. Anfang der 1990er Jahre wurden zwei Videowände aufgestellt. 1994 wurde der Kunstrasen durch Naturrasen ersetzt. Von 1996 bis 2007 nutzten die Kansas City Wizards aus der Major League Soccer (MLS) das Arrowhead als Spielstätte. 2007 kündete das Team umfangreiche infrastrukturelle Renovierungsarbeiten an. Zu den wichtigsten Änderungen zählen die neuen Spieler- und Trainerräume sowie neue V.I.P.-Plätze. Die Arbeiten wurden im Juli 2010 beendet.
Das Stadion hat den Ruf, neben dem Lumen Field der Seattle Seahawks, das lauteste Stadion in der NFL zu sein. Der Lautstärkerekord des Arrowhead liegt bei 142,2 db, gegenüber 137,6 db im früheren CenturyLink Field im Jahr 2013.
Im März 2021 wurde die G.E.H.A (Government Employees Health Association), eine Versicherungsgesellschaft für US-Bundesangestellte, Namensgeber des Arrowhead Stadium. Die Chiefs und der Versicherer einigten sich auf einen langfristigen Vertrag. Die G.E.H.A. war vorher schon Sponsor der Kansas City Chiefs. Der vollständige Name lautet seit Beginn der Saison 2021 GEHA Field at Arrowhead Stadium.
Ende Februar 2024 stellten die Kansas City Chiefs ein Konzept für eine Renovierung und komplette Umgestaltung des Arrowhead vor. Das 1972 eröffnete Stadion ist die drittälteste Spielstätte der NFL. Die Kosten der Umgestaltung wurden mit 800 Mio. US-Dollar (rund 746,4 Mio. Euro) angegeben. Anfang April des Jahres stimmten die Einwohner des Jackson County mit mehr als 58 Prozent gegen eine Umsatzsteuererhöhung zur Finanzierung eines Stadionneubaus für zwei Mrd. US-Dollar in der Innenstadt, nahe der Mehrzweckhalle T-Mobile Center, für die Kansas City Royals sowie die Renovierung des Arrowhead Stadium. Mit der Ablehnung wurde die Abwanderung der Teams in andere Städte befürchtet. Bürgermeister Quinton Lucas gab an, er werde mit beiden Clubs zusammenarbeiten, um sicherzustellen, dass sie „für die kommenden Generationen“ in Kansas City bleiben. Der Mietvertrag der Kansas City Chiefs für das Arrowhead Stadium läuft bis zum Jahr 2031. Bevor man sich für die Umbauplänen entschied, wurde auch ein Neubau in Betracht gezogen. Nach dem negativen Ausgang der Abstimmung äußerte Chiefs-Besitzer Clark Hunt die Meinung, es wäre besser in ein neues Stadion umzuziehen. Man werde in Zukunft unabhängig vom Bauvorhaben der Kansas City Royals arbeiten.

### Versuchter Anschlag
Am 2. August 2024 nahm die Polizei bei einem Konzert des Countrysängers Morgan Wallen im Arrowhead Stadium einen Mann fest. Er soll zuvor auf X gedroht haben, zwei Spieler der Kansas City Chiefs, Patrick Mahomes und Travis Kelce, zu erschießen. Er wurde wegen Androhung eines terroristischen Aktes zweiten Grades angeklagt.

## Galerie

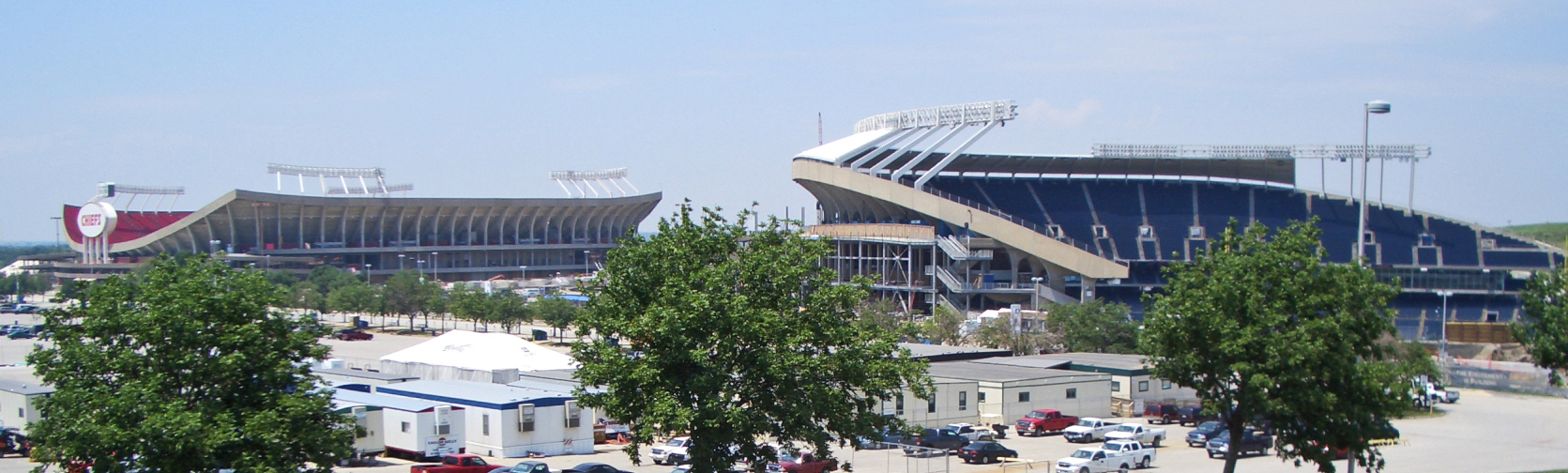
Der Truman Sports Complex mit dem Kauffman Stadium (rechts) und dem Arrowhead Stadium (links)
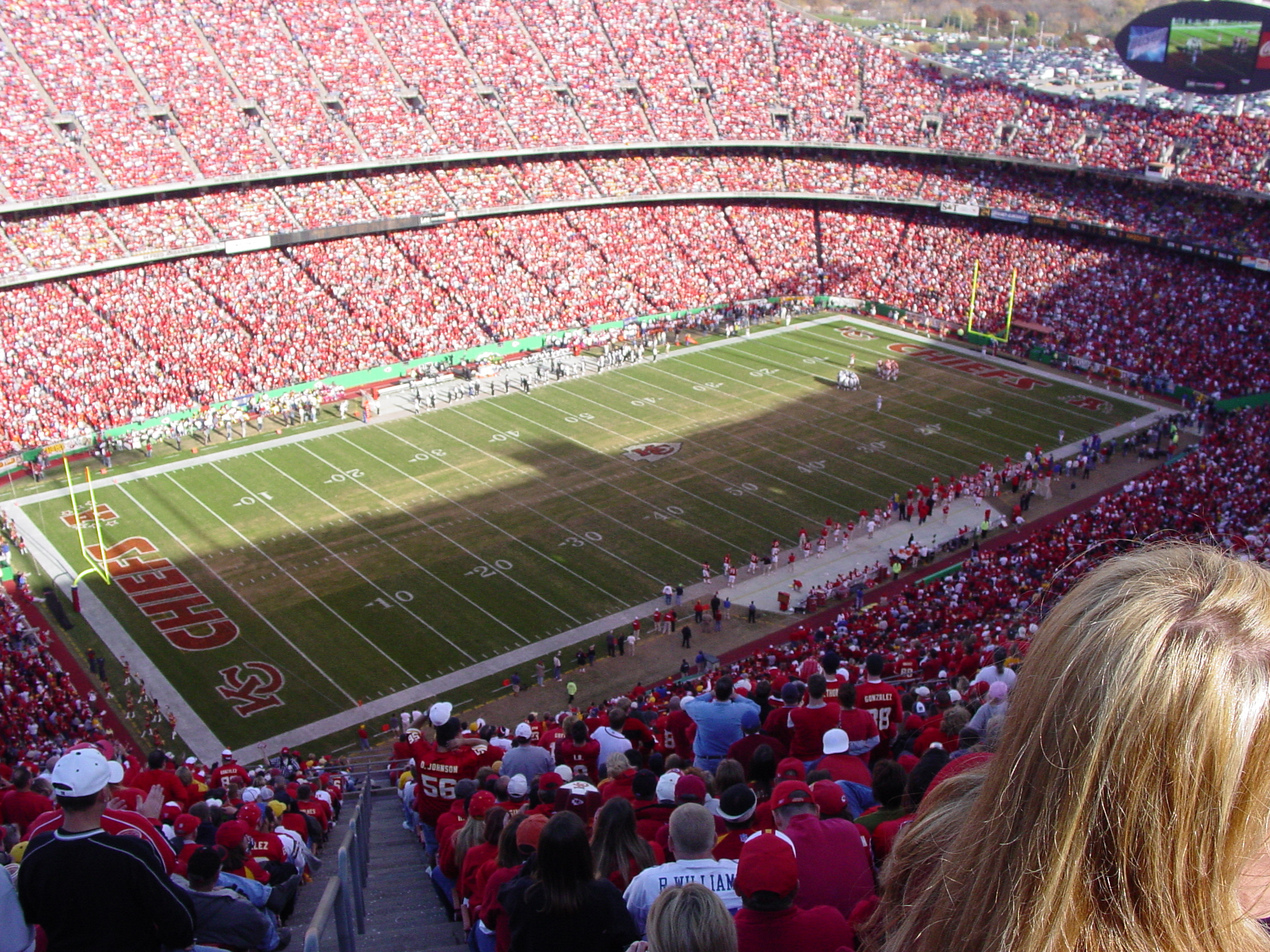
Das Arrowhead Stadium bei einem Spiel der Kansas City Chiefs
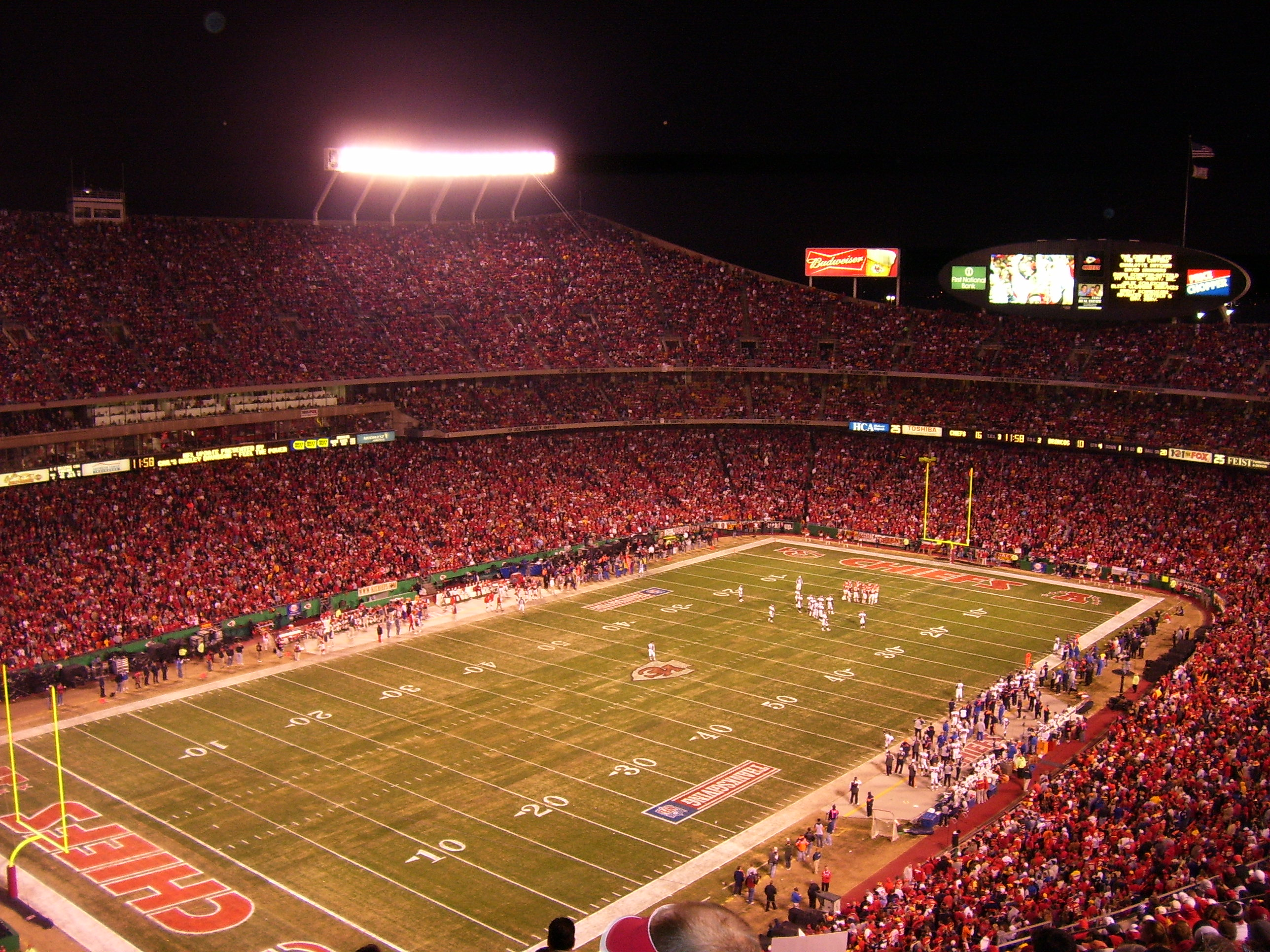
Das Stadion unter Flutlicht
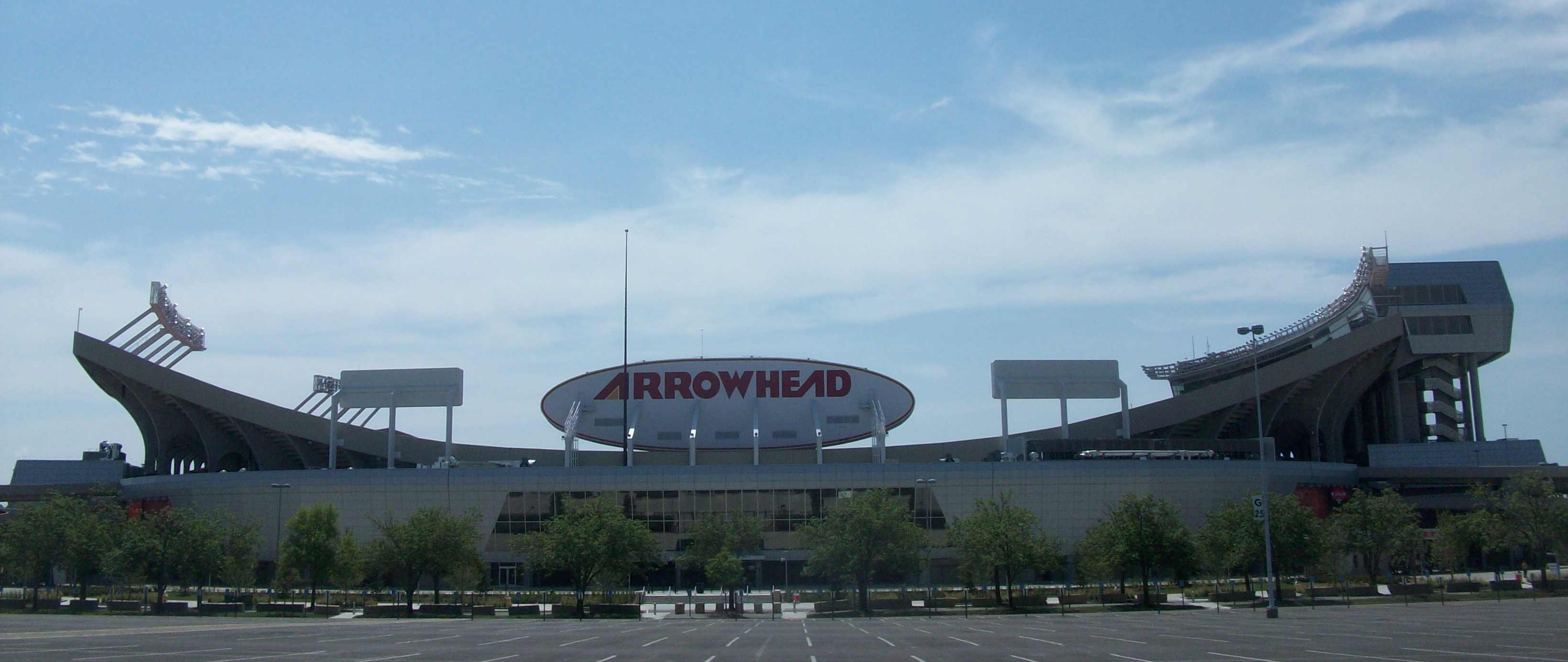
Das Stadionäußere nach der dreijährigen Renovierung (2010)
Früheres Logo